# Hjalmar Croneborg
Henrik Hjalmar Ulrik Croneborg, född 27 januari 1830 på Östanås herrgård i Älvsbacka församling, Värmland, död 12 februari 1876 i Stockholm, var en svensk bruksägare och riksdagsman.
Hjalmar Croneborg var son till hovmarskalken Carl Johan Didrik Ulrik Croneborg. Han blev student vid Uppsala universitet 1846, avlade kansliexamen 1852 och blev därefter extraordinarie kanslist i civildepartementet. 1855 genomgick han Dragsholms lantbruksskola. Hjalmar Croneborg var ledamot av Sveriges riksdags första kammare 1867–1870. Ägare till halva Östanås och Älvsbacka bruk samt 1861–1874 ägde han herrgården Sjöberg i Björsäters socken.